# Szabián Norbert
Szabián Norbert (Kecel, 1982. szeptember 24. –) magyar sportlövő
1996-ban kezdett a sportlövészettel foglalkozni. 2002-ben a Bp. Honvéd versenyzőjeként szerezte meg első felnőtt bajnoki érmeit. Kisöbű sportpuska összetettben egyéniben hatodik, csapatban első lett. Ezt követően többnyire csapatban szerzett dobogós helyezéseket az országos bajnokságokon. 2007-től a Honvéd Kossuth LK színeiben versenyzett. 2013-ban az Újpesti TE-be igazolt. 2013-ban az Európa-bajnokságon a kisöbű szabadpuska fekvő versenyszámban 56. volt. A 2014-es világbajnokságon  ugyanebben a versenyszámban kiesett a selejtezőben. A 2015-ös Európa-bajnokságon negyedik lett. Ezzel az eredményével olimpiai kvótát szerzett.